# Малое Фомино
Малое Фомино — деревня в Никольском районе Вологодской области.
Входит в состав Краснополянского сельского поселения, с точки зрения административно-территориального деления — в Краснополянский сельсовет.
Расстояние до районного центра Никольска по автодороге — 7 км. Ближайшие населённые пункты — Ирданово, Шалашнево, Большое Фомино.
По переписи 2002 года население — 23 человека (14 мужчин, 9 женщин). Всё население — русские.